# Вальдемар Кментт
Вальдемар Кментт (нім. Waldemar Kmentt; 2 лютого 1929, Відень — 21 січня 2015, там само) — австрійський оперний співак (тенор), соліст Віденської державної опери.

## Біографія
З 1949 року навчався в Віденській консерваторії по класах фортеп'яно і вокалу в Адольфа Фоґеля, Елізабет Радо і Ганса Духана).
1950 року виконав сольну партію в Дев'ятій симфонії Л. Бетховена під управлінням Карла Бема. 1951 року дебютував у Віденській опері (Принц в опері С. Прокоф 'єва «Любов до трьох помаранчів» на сцені Віденської народної опери), де прослужив понад 35 років і брав участь в 1480 виставах. До середини 1990-х виступав в характерних ролях (Тріке, Господар готелю, імператор Альтоум). Його останній виступ у Віденській опері відбувся 25 листопада 2005 ррку (Дворецький в «Аріадна на Наксосі»).
Рівночасно в 1978—1995 рр. викладав у Віденському університеті музики і виконавського мистецтва, де керував оперної студією. У числі його учнів Вольфганг Банкль, Малін Гартеліус, Мерцід Монтацері.

## Творчість
Постійно виступав на Зальцбурзькому фестивалі, Байройтському фестивалі (з 1968 року). З 1956 року гастролював в Мілані, Римі, Парижі, Амстердамі, Брюсселі, Берліні, Мюнхені й інших містах Європи, а також в Японії і США. Регулярно виступав у Віденській народній опері, в оперетах.
Виступав з Гербертом фон Караяном, Отто Клемперером, Карлосом Кляйбер, Карлом Ріхтером, Карлом Бемом, Ойгеном Йохумом, Серджіо Челібідаке і Леонардом Бернстайном.
Репертуар включав понад 80 партій в операх і оперетах.

### Вибрані оперні партії
- Принц  — «Любов до трьох апельсинів» С.Прокоф'єва
- Бельмонт  — «Викрадення із сералю» В. А. Моцарта
- Дон Оттавіо  — «Дон Жуан» В. А. Моцарта
- Феррандо  — «Так чинять усі» В. А. Моцарта
- Тамино  — «Чарівна флейта» В. А. Моцарта
- Ідоменей; Ідамант  — «Ідоменей» В. А. Моцарта
- Вальтер фон Штольцінг  — «Нюрнберзькі мейстерзінгери» Р. Вагнера
- Ерік  — «Летючий голландець (опера)» Р. Вагнера
- Жакино  — «Фіделіо» Л.Бетховена
- Вакх  — «Аріадна на Наксосі» Р. Штрауса
- Император  — «Жінка без тіні» Р. Штрауса
- Господар готелю  — Кавалер троянди Р. Штрауса
- Рудольф  — «Богема» Дж. Пуччіні
- Кавалер де Гріє  — «Манон Леско» Дж. Пуччіні
- Руджеро  — «Ластівка» Дж. Пуччіні
- Імператор Альтоум  «Турандот» Дж. Пуччіні
- Єнікой  — «Продана наречена» Б. Сметани
- Гофман  — «Казки Гофмана» Ж. Оффенбаха
- Габріель  — «Le Mystère de la Nativité» Ф. Мартена (перший виконавець, 1960)
- Трике  — «Євгеній Онєгін» П.Чайковського

## Нагороди та визнання
- Каммерзенґер (1962)
- Офіцерський хрест почесного знака «За заслуги перед Австрійською Республікою» (2001)[6]
- Золотий знак «За заслуги» землі Відень[de] (2002)